# تونیککال
تونیککال (به لاتین: Thonikkal) یک منطقهٔ مسکونی در سری‌لانکا است که در استان شمالی (سری‌لانکا) واقع شده‌است. تونیککال ۲۳٫۶ کیلومتر مربع مساحت و ~۱۰٬۰۰۰ نفر جمعیت دارد و ۱۰۴ متر بالاتر از سطح دریا واقع شده‌است.